# Asmus Trautsch

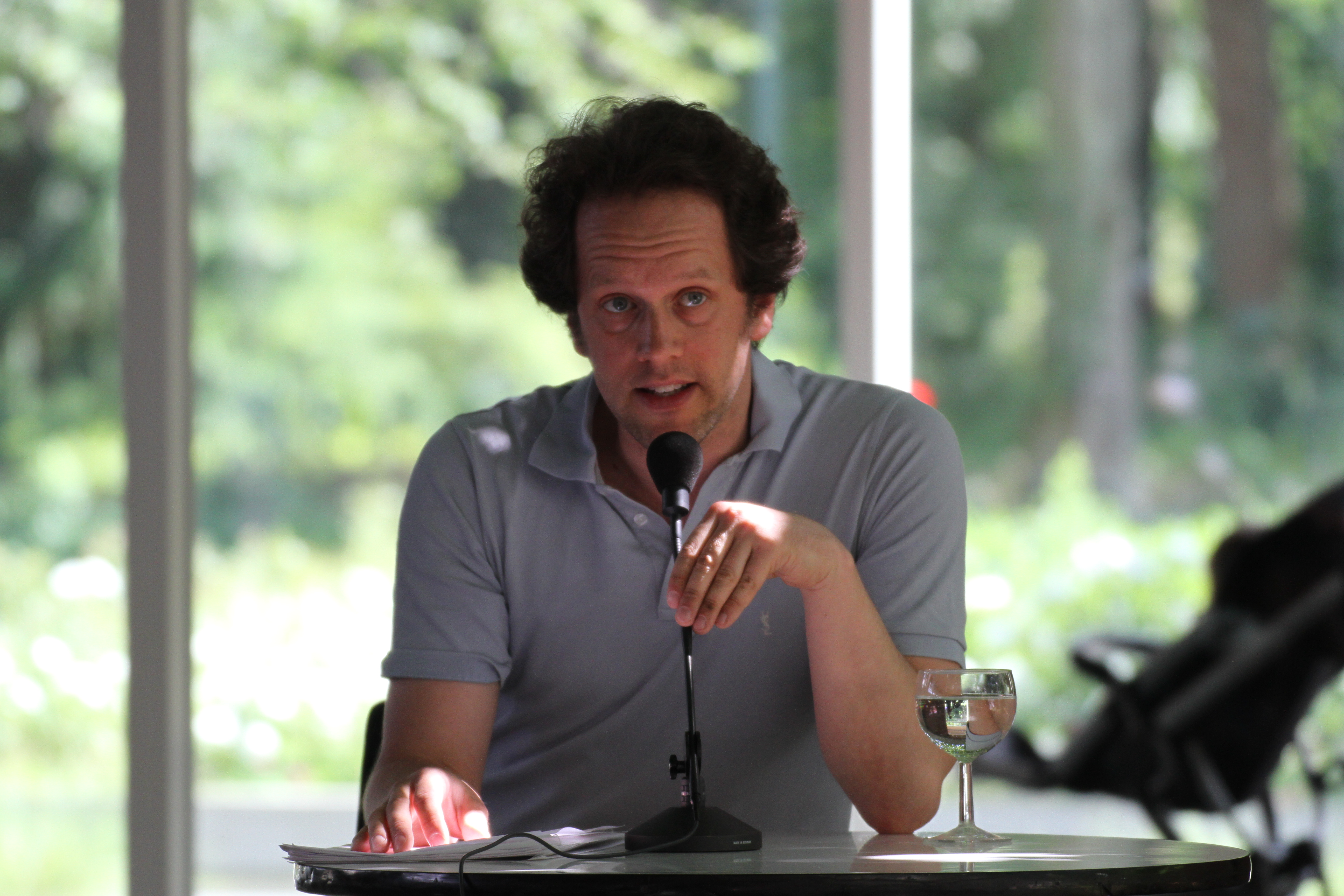
Asmus Trautsch 2016

Asmus Trautsch (* 9. Dezember 1976 in Kiel) ist ein deutscher Dichter, Philosoph, Dozent und Kurator. Er veröffentlicht Dichtung, Essays, philosophische und kulturwissenschaftliche und literaturkritische Texte. Er lebt in Berlin.

## Leben
Asmus Trautsch wuchs in Kiel auf, studierte Philosophie, ältere und neuere deutsche Literatur sowie Komposition/Musiktheorie in Berlin und London und wurde mit einer Arbeit über tragische Erfahrung an der Humboldt-Universität zu Berlin promoviert.

## Wirken
Asmus Trautsch hat an mehreren Hochschulen und anderen Einrichtungen Philosophie und kreatives Schreiben unterrichtet sowie Lyrikworkshops gegeben, u. a. an der Universität Greifswald, am Allegheny College in Meadville (USA) und am Deutschen Literaturinstitut Leipzig. Darüber hinaus konzipiert, leitet und moderiert Asmus Trautsch interdisziplinäre Veranstaltungsreihen zwischen Literatur, Musik, den Künsten und Wissenschaften, darunter ein Symposium zu „Klang und Musik im Werk Walter Benjamins“, die Reihe „Das Wissen der Dichtung“ im Haus für Poesie, das Programm „Klagedichtung“ am Literaturforum im Brecht-Haus und das 10-tägige Festival der Kooperationen mit Alexander Kluge & friends im Literaturhaus Berlin. Ab 2004 leitete er einige Jahre das von ihm mitgegründete Netzwerk für Komponistinnen und Komponisten Klangnetz e. V., das unter anderem Konzertprojekte organisierte. Fünf Jahre, ab 2004, führte er den mit Bettina Harz gemeinsam gegründeten LUNARDI Verlag Berlin für zeitgenössische Belletristik. Von 2019 bis 2022 war er Leiter der Akademie für Lyrikkritik und 2022 und 2023 künstlerischer Leiter der translationale Berlin, Festival für Literaturübersetzung. 2023 kuratierte er außerdem die Ausstellung Ahrenslab im Neuen Kunsthaus Ahrenshoop. Als Vorsitzender von Poesiekritik e. V. hat er 2024/2025 die lyrikkritische Zeitschrift zæsur. poesiekritik aufgebaut. Asmus Trautsch ist Gründungsmitglied im PEN Berlin.

## Schriften

### Bücher
- Der Umschlag von allem in nichts. Theorie tragischer Erfahrung. (Dissertation) Sonderband der Deutschen Zeitschrift für Philosophie. De Gruyter, Berlin 2020. ISBN 978-3-11-099683-8
- Caird. Verlagshaus Berlin, Berlin 2021. ISBN 978-3-945832-19-6
- Treibbojen. Gedichte. Verlagshaus Berlin, Berlin 2011 (2. Auflage 2019) ISBN 978-3-940249-37-1.

### Herausgeberschaften
- Den Krieg übersetzen. Gedichte aus der Ukraine. Herausgegeben von Claudia Dathe und Asmus Trautsch. Edition fotoTAPETA, Berlin 2024, ISBN 978-3-949262-43-2
- Edition Poeticon. Essayreihe zur Reflexion von Dichtung. Herausgegeben von Asmus Trautsch, Verlagshaus Berlin, Berlin 2013–2020 (12 Bände).
- Klang und Musik bei Walter Benjamin. Herausgegeben von Tobias Robert Klein und Asmus Trautsch. Fink, München 2013, ISBN 978-3-7705-5343-3.
- Was ist Leben? Festgabe für Volker Gerhardt zum 65. Geburtstag. Herausgegeben von Simon Springmann und Asmus Trausch. Duncker und Humblot, Berlin 2009. ISBN 978-3-428-13155-6.
- Ovid. Liebeskunst. Herausgegeben und kommentiert von Tobias Roth, Asmus Trautsch und Melanie Möller. Galiani, Berlin 2017. ISBN 978-3-86971-153-9.

## Auszeichnungen und Ehrungen
- 2021: Kuratorenstipendium am Künstlerhaus Lukas in Ahrenshoop[16]
- 2019: Max Kade Writer-in-Residence Fellowship; Allegheny College, PA, USA[17]
- 2015: Arbeitsstipendium des Goethe-Instituts in Novo Mesto[18]
- 2012: Aufenthaltsstipendium auf Schloss Wiepersdorf[19]
- 2010/2011: Fellowship an der Akademie Schloss Solitude[20]